# Maribo-Sakskøbing Kraftvarmeværk
Maribo-Sakskøbing Kraftvarmeværk er et kraftvarmeværk beliggende i den vestlige udkant af Sakskøbing på Lolland i Danmark. Anlægget udnytter op til 90% af energien i de fossile brændstoffer, ved at spildvarmen, bruges til levering af fjernvarme. DONG Energy solgte 1. januar 2012 værket til Refa for 92 mio.
Anlægget blev installeret i 1999. Brændselskilden er biomasse i form af 40.000 ton strå årligt, som leveres af bønderne på Lolland og Falster. Kraftværket producerer 9 MW elektricitet og 20 MJ/sek fjernvarme, hvilket er nok til at dække for 90% af fjernvarme-forbruget i Maribo og Sakskøbing, og nok til at forsyne 10.000 husholdninger. 